# Cừu đen Velay

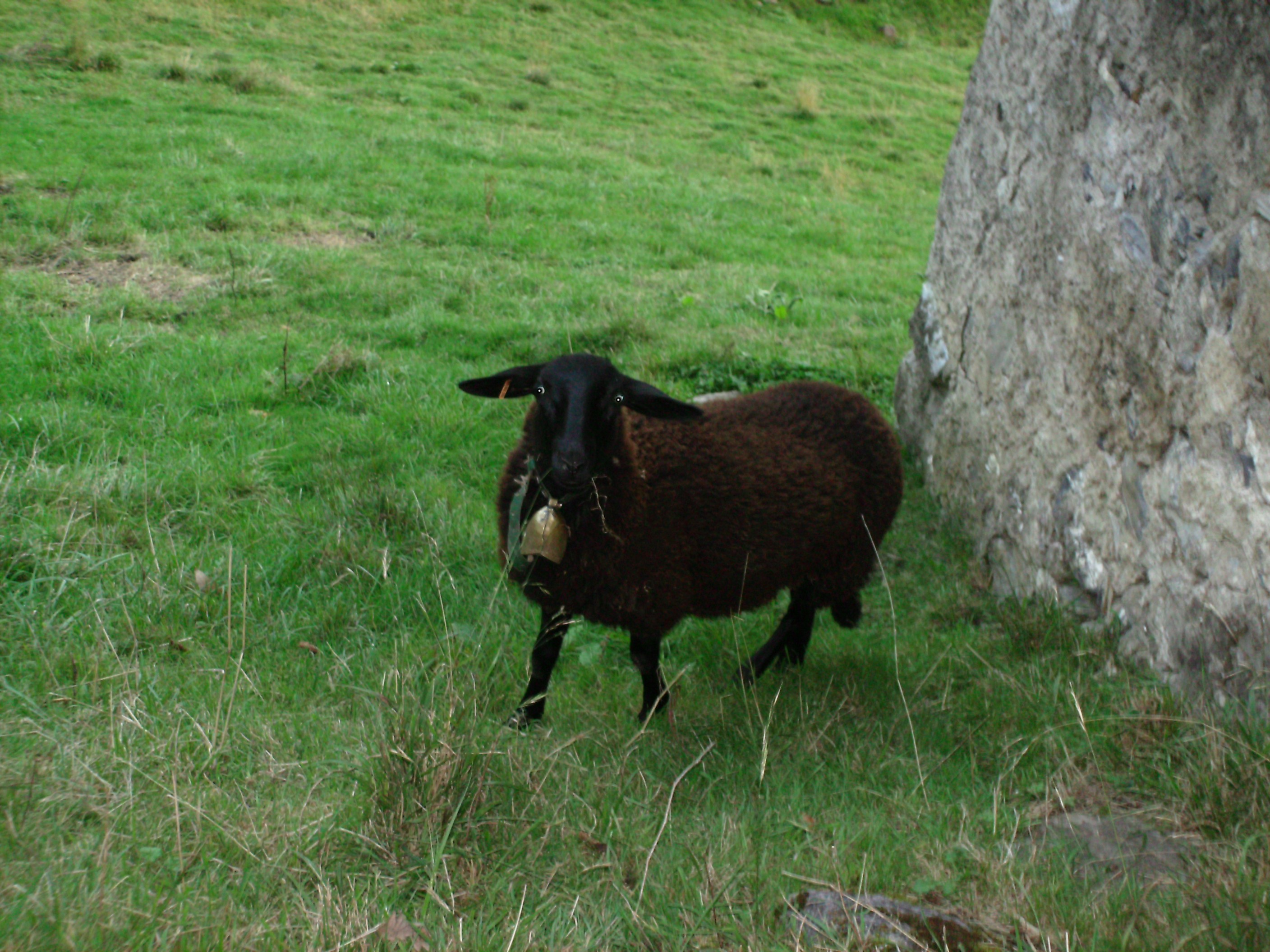
Noire du Velay

Cừu đen Velay (tiếng Pháp: Noire du Velay) là một giống cừu có nguồn gốc từ nước Pháp, chúng phát tích từ cao nguyên núi lửa của vùng Velay, vùng Auvergne-Rhône-Alpes.

## Lịch sử
Ít được biết về nguồn gốc chính xác của nó, chỉ biết biết rằng nó được hình thành trong một thời gian dài trong khu vực. Sau khi không thể biến mất trong những năm đầu thế kỷ XX, nó được quan tâm và con số vẫn đang gia tăng hiện nay. Cừu đen Velay, có lông len tối và màu đen-nâu, là một con cừu mộc mạc, cho khả năng làm mẹ tuyệt vời của nó. Cừu cái sớm phát triển, đủ và có sản xuất sữa tốt sung mãn, cho phép cừu tăng trưởng tốt. Nhưng dù vậy việc cho thịt của nó khá khiêm tốn, đó là lý do tại sao chúng thường xuyên cho lai giống cừu đực với những tính trạng, thịt ngon. Chúng được nuôi ở Haute-Loire, trong đất xứ của nó, mà còn ở các vùng núi khác và miền núi như Ardèche, Loire, Savoie và Jura.
Giống này là một trong những giống cừu được biết đến lâu đời nhất, rất mộc mạc, được nuôi bởi người Celt. Chúng dường như đã đến Pháp khoảng năm 1500 trước Công nguyên khi các bộ lạc Celtic định cư tại Massif Central. Giả thuyết khác là giống cừu này đến từ vùng Trung Đông. Ít bị ảnh hưởng bởi việc lai tạp với các giống khác trong thế kỷ XIX, các giống cừu được coi là một con chiên thuần của cao nguyên núi lửa của Velay năm 1914. Nó suýt biến mất vào đầu thế kỷ XX với sự xuất hiện của các giống cừu thuần nhất hơn. 

## Đặc điểm
Cừu đen Velay là một giống cừu có nước da đen với ánh xạ đá phiến, cho thấy không có vết bẩn. Nó màu nâu vỏ lông cừu để phai mờ màu đen cho thấy lưu động len lượn sóng. Nó không bao gồm đầu, cổ họng, hai chân và háng. Đây là một giống cừu có kích thước trung bình cừu. Cừu đực cân nặng từ 70 đến 100 kg và cừu cái từ 50 đến 70 kg. Cừu Đen Velay là giống cừu khỏe mạnh, có thể thích nghi với điều kiện khí hậu khác nhau.
Nó thường hoạt động trên các cao nguyên núi lửa cao Velay, và đã giành được những phẩm chất tốt, có thể để thích nghị với khu vực cận biên và địa hình khó khăn. Đàn cừu là sống hòa bình trong tự nhiên, và có một bản năng làm mẹ tuyệt vời. Nó tương đối sung mãn với trung bình 1,5 con chiên trên lứa, và có sản lượng sữa tốt, đảm bảo con chiên của mình tăng trưởng cao.
Các con chiên sớm thành thục và có thể được thực hiện sinh sản từ độ tuổi 7 tháng. Mùa sinh sản là rất mạnh mẽ trong số các con chiên. Một đặc điểm chính của giống cừu này là khả năng cho trái vụ. Tại các trại bán sơn địa (địa hình bán đồi núi), nơi mà nó là chủ yếu khả năng sinh sản trong suốt cả năm được sử dụng để tăng tốc độ sản xuất, đều có ba con cừu trừu cái đẻ trong hai năm, với các thời kỳ săn sóc cừu vào tháng ba-tháng tư, tháng tám tháng chín và tháng 11 tháng mười hai. Điều này cải thiện năng suất hàng năm của đàn cừu, do đó sản xuất trung bình hai chiên con mỗi năm. Các con chiên con cai sữa và các sản phẩm đến hai tháng, và thường vỗ béo
Cừu Đen Velay là chủ yếu tập trung ở vùng Haute-Loire, trong khu vực nhà của Velay. Chúng cũng nhanh chóng lan sang các bộ phận của Loire, Hérault, Jura và Ardèche, và gần đây hơn là những người của Puy-de-Dome và Savoy. Sự phát triển này đã cho phép tăng số lượng đạt 22.000 cừu 20032. Giống này cũng được xuất khẩu từ Pháp, Morocco và Thụy Sĩ, nhưng tỷ lệ đó là khá khiêm tốn.
Trán chúng phẳng, xương mũi lồi ra, chúng có hố nước mắt, mõm của chúng mỏng, môi hoạt động, răng cửa sắc, nhờ đó chúng có thể gặm được cỏ mọc thấp và bứt được những lá thân cây mềm mại, hợp khẩu vị trên cao để ăn. Chúng có thói quen đi kiếm ăn theo bầy đàn, tạo thành nhóm lớn trên đồng cỏ. Trong da chúng có nhiều tuyến mồ hôi và tuyến mỡ hơn dê. Bởi thế chúng bài tiết mồ hôi nhiều hơn và các cơ quan hô hấp tham gia tích cực hơn vào quá trình điều tiết nhiệt. Mô mỡ dưới da của chúng phát triển tốt hơn dê và ngược lại ở các cơ bên trong của chúng có ít tích lũy mỡ hơn dê. 

## Chăn nuôi
Chúng có tính bầy đàn cao nên dễ quản lý, chúng thường đi kiếm ăn theo đàn nên việc chăm sóc và quản lý rất thuận lợi. Chúng cũng là loài dễ nuôi, mau lớn, ít tốn công chăm sóc. So với chăn nuôi bò thì chúng là vật nuôi dễ tính hơn, thức ăn của chúng rất đa dạng, thức ăn của chúng là những loại không cạnh tranh với lương thực của người. Chúng là động vật có vú ăn rất nhiều cỏ. Hầu hết chúng gặm cỏ và ăn các loại cỏ khô khác, tránh các phần thực vật có gỗ nhiều. Chúng có chế độ hoạt động ban ngày, ăn từ sáng đến tối, thỉnh thoảng dừng lại để nghỉ ngơi và nhai lại. Đồng cỏ lý tưởng cho chúng như cỏ và cây họ Đậu. Khác với thức ăn gia súc, thức ăn chính của chúng trong mùa đông là cỏ khô.
Chúng là loài ăn tạp, có thể ăn được nhiều loại thức ăn bao gồm thức ăn thô xanh các loại như: rơm cỏ tươi, khô, rau, củ quả bầu bí các loại, phế phụ phẩm công nông nghiệp và các loại thức ăn tinh bổ sung như cám gạo ngũ cốc. Mỗi ngày chúng có thể ăn được một lượng thức ăn 15-20% thể trọng. Chúng cần một lượng thức ăn tính theo vật chất khô bằng 3,5% thể trọng. Với nhu cầu 65% vật chất khô từ thức ăn thô xanh (0,91 kg) và 35% vật chất khô từ thức ăn tinh (0,49 kg). Khi cho chúng ăn loại thức ăn thô xanh chứa 20% vật chất khô và thức ăn tinh chứa 90% vật chất khô.
Nguồn nước uống là nhu cầu cơ bản của chúng. Lượng nước cần cho chúng biến động theo mùa và loại và chất lượng thực phẩm mà chúng tiêu thụ. Khi chúng ăn nhiều trong các tháng đầu tiên và có mưa (kể cả sương, khi chúng ăn vào sáng sớm), chúng cần ít nước hơn. Khi chúng ăn nhiều cỏ khô thì chúng cần nhiều nước. Chúng cũng cần uống nước sạch, và có thể không uống nếu nước có tảo hoặc chất cặn. Trong một số khẩu phần ăn của chúng cũng bao gồm các khoáng chất, hoặc trộn với lượng ít.

## Chăm sóc

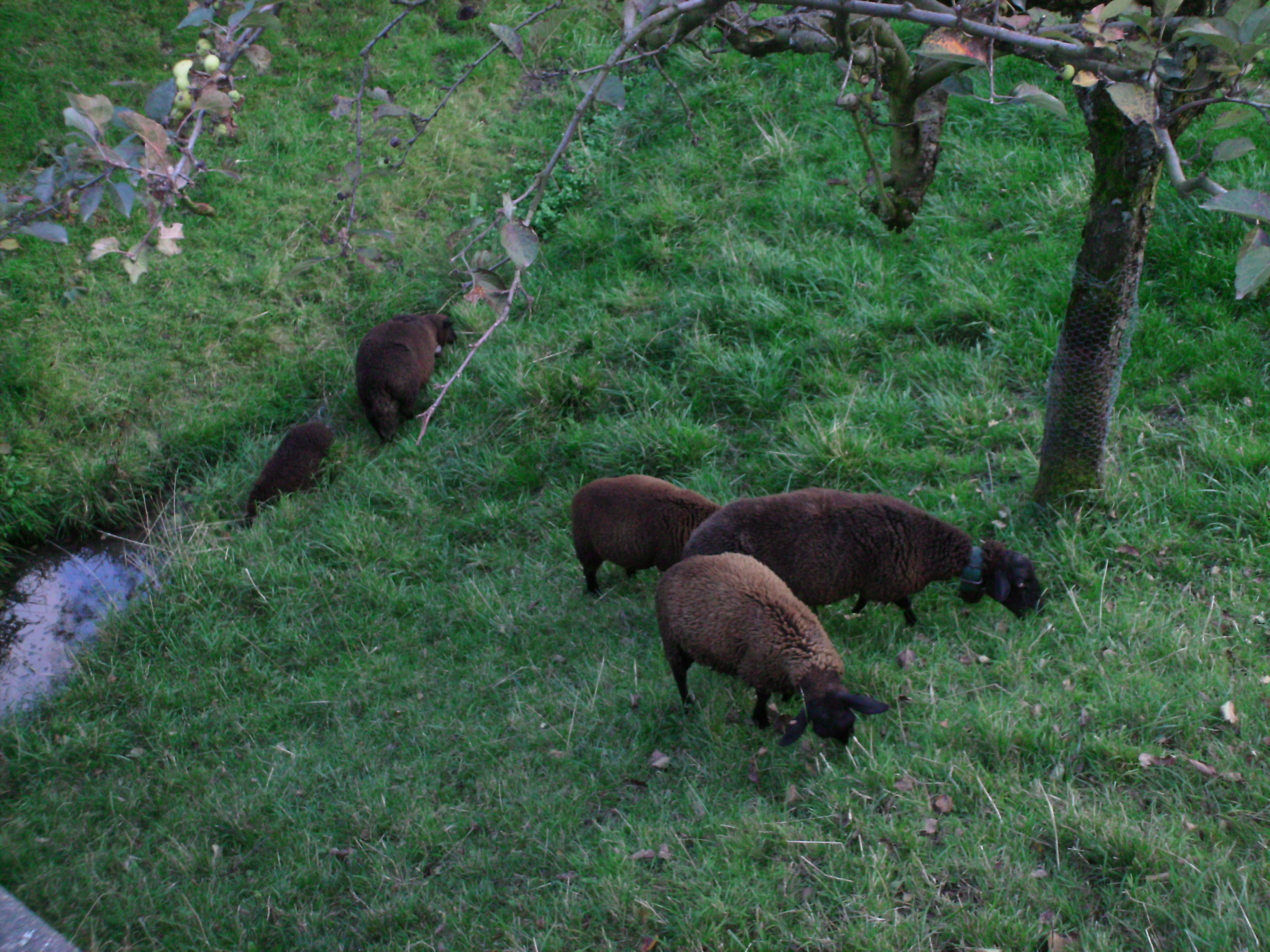
Một đàn cừu Noire du Velay

Sau khi cho phối giống 16-17 ngày mà không có biểu hiện động dục lại là có thể cừu đã có chửa, Căn cứ vào ngày phối giống để chuẩn bị đỡ đẻ cho cừu (thời gian mang thai của cừu 146-150 ngày) nhằm hạn chế cừu sơ sinh bị chết; Có thể bồi dưỡng thêm thức ăn tinh và rau cỏ non cho cừu có chửa nhưng tuyệt đối tránh thức ăn hôi mốc; Khi có dấu hiệu sắp đẻ (bầu vú căng, xuống sữa, sụt mông, âm hộ sưng to, dịch nhờn chảy ra, cào bới sàn...) nên nhốt ở chuồng riêng có lót ổ rơm và chăn dắt gần, tránh đồi dốc.
Thông thường cừu mẹ nằm đẻ nhưng cũng có trường hợp đứng đẻ, tốt nhất nên chuẩn bị đỡ đẻ cho cừu; Sau khi đẻ cừu mẹ tự liếm cho con. Tuy nhiên, vẫn phải lấy khăn sạch lau khô cho cừu con, nhất là ở miệng và mũi cho cừu con dễ thở. Lấy chỉ sạch buộc cuống rốn (cách rốn 4–5 cm), cắt cuống rốn cho cừu con và dùng cồn Iod để sát trùng; Giúp cừu con sơ sinh đứng dậy bú sữa đầu càng sớm càng tốt (vì trong sữa đầu có nhiều kháng thể tự nhiên); Đẻ xong cho cừu mẹ uống nước thoải mái (có pha đường 1% hoặc muối 0.5%).
Cừu con trong 10 ngày đầu sau khi đẻ cừu con bú sữa mẹ tự do; Từ 11-21 ngày tuổi cừu con bú mẹ 3 lần/ngày, nên tập cho cừu con ăn thêm thức ăn tinh và cỏ non, ngon; 80-90 ngày tuổi có thể cai sữa. Giai đoạn này phải có cỏ tươi non, ngon cho cừu con để kích thích bộ máy tiêu hóa phát triển (đặc biệt là dạ cỏ) và bù đắp lượng dinh dưỡng thiếu hụt do sữa mẹ cung cấp không đủ; Cừu sinh trưởng và phát triển nhanh, mạnh ở giai đoạn này.